# Дивоптах строкатий

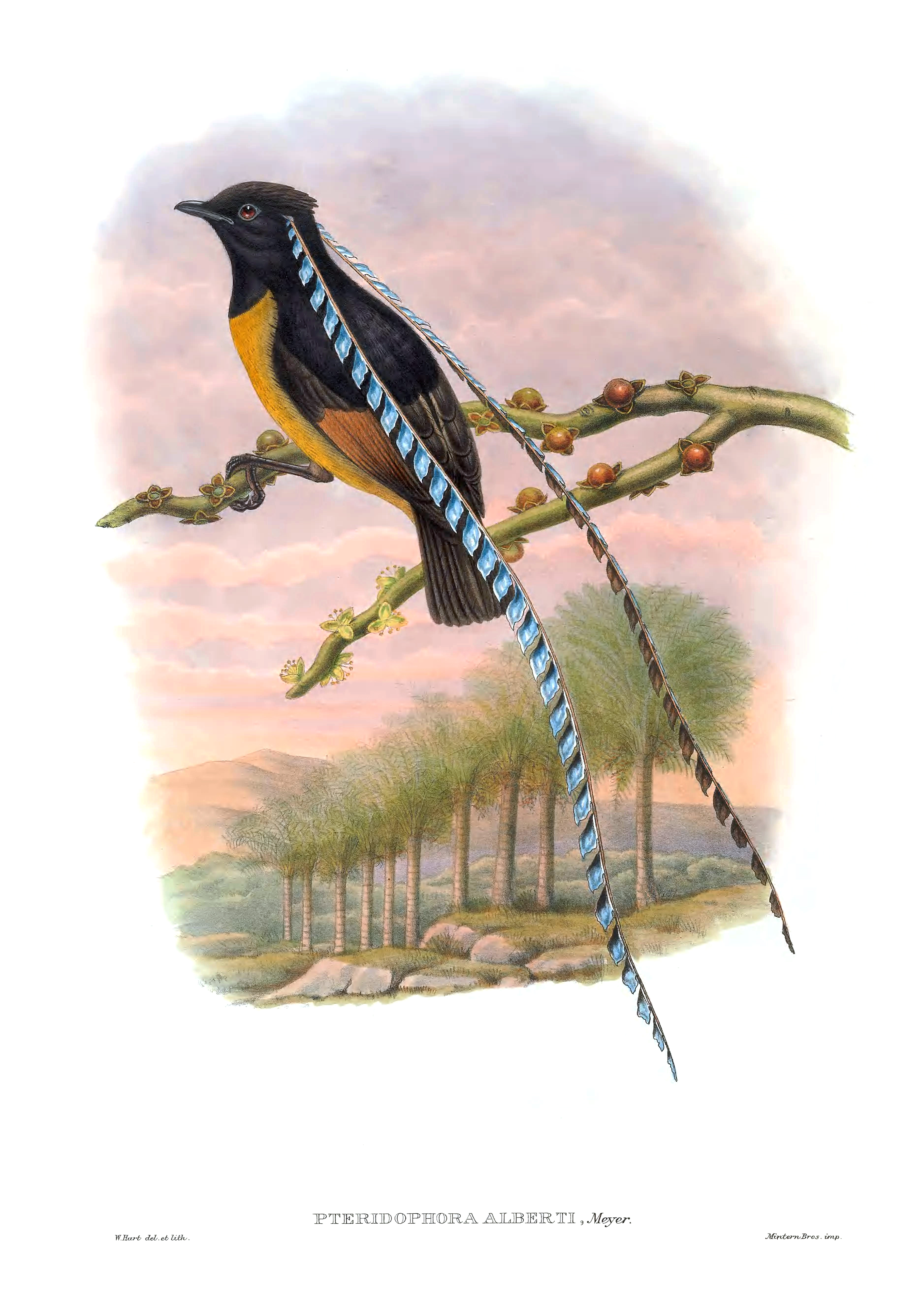
Малюнок із зображенням двовимпельного райського птаха

Дивоптах строкатий, або двови́мпельний ра́йський птах (Pteridophora alberti) — вид горобцеподібних птахів родини дивоптахових (Paradisaeidae). Цей вид є єдиним монотипним представником роду Pteridophora. Ендемічний вид, який мешкає в гористих лісах Нової Гвінеї. Раціон птахів цього виду становлять фрукти, ягоди та дрібні членистоногі.

## Опис
Дорослі особини мають у довжину приблизно 22 см. Самці мають чорне та жовте оперення, чорний дзьоб, брунатнувато-сірі ноги. Самці мають характерні довгі пір'їни (до 50 см), що простягаються від голови. Самки менш яскраві. Зумовлено це тим, що самцям яскраве оперення необхідне для приваблення самок.

Подовжені декоративні пір'їни самців, на перший погляд, здаються настільки дивними, неприродними, що коли вони потрапили до Європи, то люди вважали їх за якусь фальшивку.

## Поширення
Птахи цього виду поширені в гористих районах острова Нова Гвінея (від західної до східної частин острова). Двовимпельні райські птахи мешкають на висоті 1400—2850 м над рівнем моря. Однак найчастіше вони трапляються на висоті 1800—2500 м.

Попри те що на самців часто полюють через їхнє цінне довге пір'я, яке тубільці використовують для церемоніальних обрядів, цей вид залишається досить поширеним в ареалі свого існування.

## Цікаві факти
Англійською мовою птаха іменують King of Saxony Bird-of-paradise, що в перекладі буквально означає райський птах короля Саксонії. Річ у тім, що цей вид англійською назвали на честь короля Саксонії Альберта. Те саме стосується й біномінальної назви виду, в якій наявне означення alberti. У 1996 році Девід Аттенборо вперше зняв на кіноплівку процес парування цих птахів.